# Birmingham Boys
I Birmingham Boys (let. "i ragazzi di Birmingham") furono un'importante banda di strada di Birmingham durante gli anni venti del XX secolo, in grado di rivaleggiare con il gruppo mafioso del boss italo-inglese Charles "Darby" Sabini per il controllo delle scommesse clandestine sulle corse dei cavalli e di altre attività illegali legate al gioco d'azzardo

## Storia

### Origine
In seguito ad un articolo del gioco del 1845, l'unico gioco d'azzardo consentito in Inghilterra erano le corse. L'introduzione di nuovi treni speciali per le escursioni permise che tutte le classi sociali fossero in grado di partecipare ai nuovi ippodromi che si stavano aprendo in tutto il paese. Il denaro si concentrava sugli allibratori, che impiegavano guardie del corpo in protezione delle bande che operavano all'interno delle vaste folle.
William "Billy" Kimber nacque nel 1882, nel Summer Lane (Aston) a Birmingham, divenne in seguito capo dei Birmingham Boys. Con le bande Uttoxeter e Leeds riuscirono a controllare gli ippodromi nel Midlands e nel Nord del Regno Unito, formando un'alleanza con i Leeds Crowd. Per diversi anni, Kimber fu molto probabilmente il più grande boss del crimine organizzato nella Gran Bretagna. Istituì un secondo quartier generale ad Islington, nella North London, quando strinse un'alleanza con la Hoxton Gang contro la mafia italiana, per concentrarsi sugli ippodromi del sud dell'Inghilterra, collaborando con il boss londinese Charles 'Wag' McDonald. Infine Kimber morì nel 1942 a Mount Stuart Nursing Home a Torquay, dopo una lunga malattia.
Nel Marzo 1921, i Brummagems prepararono un'imboscata ai Sabini al Greenford Park Trotting Track. Pochi giorni dopo, Kimber è stato colpito e picchiato a Kings Cross, a Londra, dopo essere andato a visitare i Sabini. La violenza stava aumentando, ma i Sabini presero subito il sopravvento quando 23 ragazzi di Birmingham vennero rinchiusi in seguito alla Epsom Road Battle.

### Epsom Road Battle
La banda di Kimber credeva che un gruppo di allibratori dei Leeds che viaggiavano in una gara di Crossley a Ewell, in occasione della giornata della Coronation Cup, fossero in realtà la banda dei Sabini. La gara venne interrotta a causa di un taxi e da 60 uomini che si accalcavano sugli spettatori con asce, martelli e mattoni. L'attacco venne guidato da un uomo con una pistola e le prime notizie suggerirono che si trattasse di una rivolta del Sinn Féin. La banda inoltre aveva utilizzato il taxi e un pullman blu per inseguire le vittime e per la fuga.